# 191 TCN
Năm 191 TCN là một năm trong lịch Julius. 